# 1120-1129
De jaren 1120-1129 (van de christelijke jaartelling) zijn een decennium in de 12e eeuw.

## Belangrijke gebeurtenissen

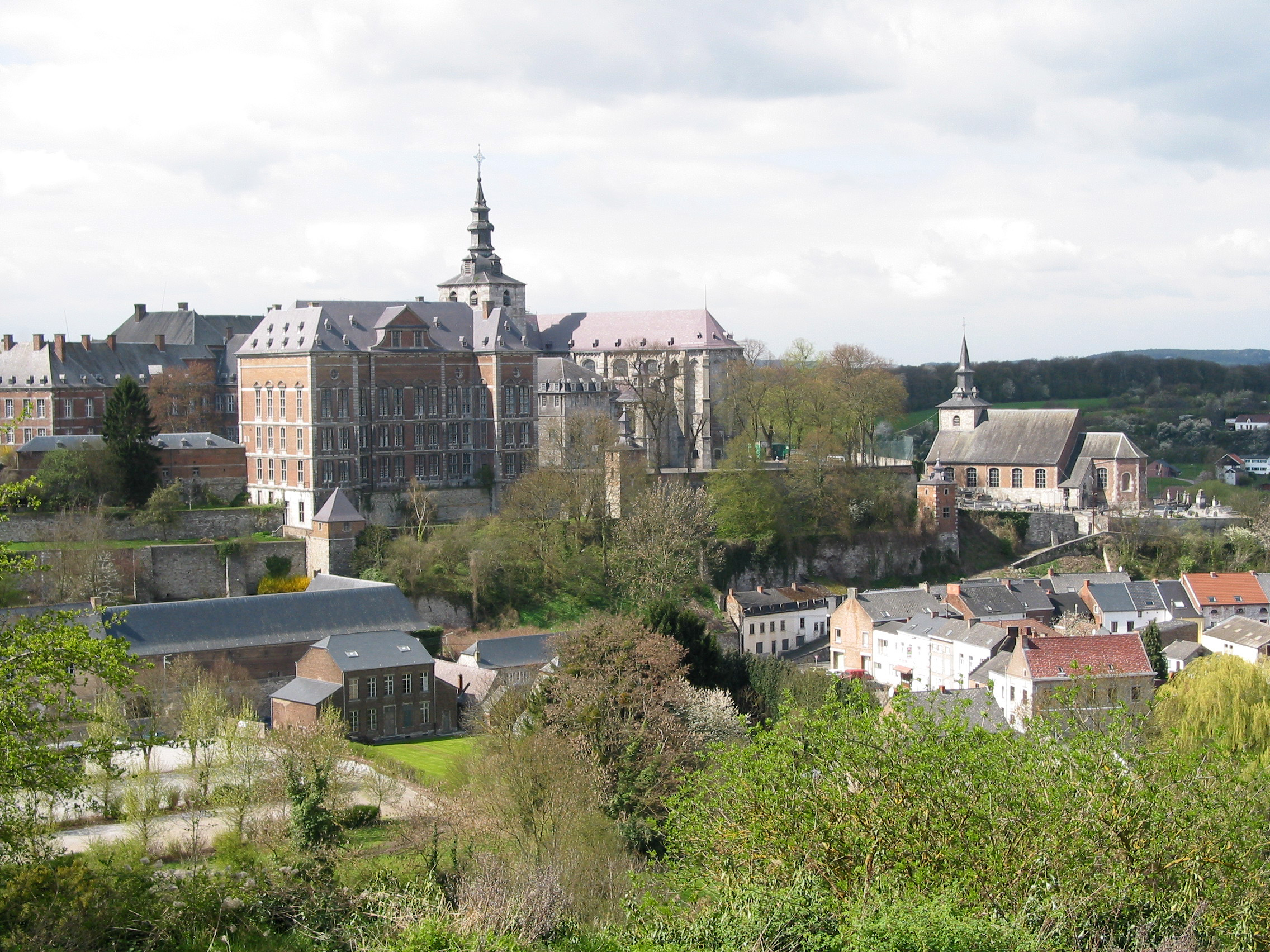
Abdij van Floreffe

### Christendom
- 1120 : Norbertus van Gennep sticht kloosters in Prémontré, Floreffe en Laon. Met zijn volgelingen gaat hij leven volgens de Regel van Augustinus.
- 1122 - Concordaat van Worms. Paus Calixtus II en keizer Hendrik V sluiten een overeenkomst om een eind te maken aan de Investituurstrijd over het recht om bisschoppen te benoemen.
- 1123 : Het Eerste Lateraans Concilie zet het Concordaat om in canons.
- 1124 : Paus Calixtus II sterft, er worden twee pausen gekozen, paus Honorius II en tegenpaus Celestinus II.
- 1129 - Concilie van Troyes. De Orde van de Tempeliers wordt officieel erkend door de kerk.

### West-Europa
- 1120 : William Adelin, hertog van Normandië en enige wettige mannelijke erfgenaam van Hendrik I van Engeland verdrinkt. Lodewijk VI van Frankrijk, leenheer van Normandië schuift Willem Clito, de zoon van Robert Curthose, de in de gevangenis zittende broer van Hendrik, naar voren.
- 1124 : Keizer Hendrik V, die getrouwd is met de dochter van Hendrik I van Engeland, Mathilde, valt Frankrijk aan, maar zijn expeditie loopt uit op een mislukking.
- 1125 : Keizer Hendrik V sterft kinderloos, twee kandidaten bieden zich aan, Lotharius van Supplinburg en Frederik II van Zwaben.
- 1126 : Slag bij Chlumec. Hertog Soběslav I van Bohemen neemt Lotharius van Supplinburg gevangen.
- 1127 : Graaf van Vlaanderen Karel de Goede wordt door de Erembalden neergestoken, terwijl hij zit te bidden in de Sint-Donaaskerk, te Brugge. Lodewijk VI van Frankrijk, leenheer van Vlaanderen, komt tussenbeide en benoemt Willem Clito tot graaf.
- 1128 : Na een veldslag bij Aalst verliest Willem Clito het leven. Diederik van de Elzas wordt de nieuwe graaf van Vlaanderen.
- 1128 : Lotharius van Supplinburg maakt schoon schip in het Koninkrijk Lotharingen. Hij stelt Walram Paganus van Limburg aan als hertog van Neder-Lotharingen en Koenraad I van Zähringen krijgt het beheer van het rectoraat Bourgondië. De broer van Frederik II van Zwaben, Koenraad roept zichzelf uit tot koning van Italië.

### Levant
- In 1122 wordt Jocelin I van Edessa gevangengenomen tijdens een gevecht. Boudewijn II van Jeruzalem komt meteen naar Edessa om het regentschap op zich te nemen. Maar ook hij wordt gevangengenomen tijdens een grenspatrouille door de Artuqiden. In 1124 worden Jocelin en Boudewijn bevrijd door 50 Armeense ridders en weten zij te vluchten.
- 1124 - De stad Tyrus valt in handen van de kruisvaarders.

### Afrika
- Mohammed Ibn Toemart, geestelijke vader van de Almohaden, begint in Tinmel in het Atlasgebergte in Marokko te prediken tegen de heersende Almoraviden. Onder zijn leiding beginnen de Almohaden in 1125 een guerrilla-oorlog.

### China
- 1125 - de Mantsjoerijse Jurchen stichten de Jin-dynastie.

### Publicatie
- 1122 - Petrus Abaelardus schrijft Sic et Non.

<< · 1120 · 1121 · 1122 · 1123 · 1124 · 1125 · 1126 · 1127 · 1128 · 1129 · >>
<< · 1100-1109 · 1110-1119 · 1120-1129 · 1130-1139 · 1140-1149 · 1150-1159 · 1160-1169 · 1170-1179 · 1180-1189 · 1190-1199 · >>